# Asota commixta
Asota commixta là một loài bướm đêm trong họ Erebidae.